# オラウス・アンドレアス・グロンダール
オラウス・アンドレアス・グロンダール（Olaus Andreas Grøndahl, 1847年11月4日 - 1923年12月31日）は、ノルウェーの指揮者、歌唱指導者、作曲家。音楽ジャーナリストのセシリー・ダームは彼を「ノルウェーの合唱運動の中心的人物」であると評した。最も知られた作品は男声合唱のためのカンタータ『Foran Sydens Kloster (Ung Magnus og Foran sydens kloster)』である。指揮者としてはエドヴァルド・グリーグの複数の合唱作品の初演を手掛けている。

## 生涯
グロンダールはクリスチャニア（現オスロ）に生まれた。両親は印刷業を営むアンデルス・グロンダール（Anders Grøndahl）とインゲボルグ・マリー（旧姓Wullum）である。父の一家はロメリケの出身で、曾祖父が18世紀の終わりにクリスチャニアに家を持ったのである。1867年に試験を受け、大学では神学を学んでいたグロンダールはその頃「Studentersangforeningen」（学生歌唱協会）を率いていた。1870年に神学の道を諦めて歌唱の学習へと転向する。1873年にはケルンにおいてオスカル・リンドフルトに師事し、ライプツィヒ音楽院でも研鑽を積んだ。1878年には混声合唱団を設立している。妻となるピアニストで作曲家のアガーテ・バッケル＝グロンダールとはドイツで知り合い、1875年6月に結婚した。1900年代の初頭には45人の歌手を擁するオスロのノルウェー王立大学男声合唱団の指揮者を務め、1905年にアメリカ合衆国へと演奏旅行に赴いた動団はホワイトハウスにおいて大統領セオドア・ルーズベルトに演奏を披露している。クリスチャニア大学では音楽教師として教壇に立った。1923年12月31日にトンスベルグでこの世を去っている。
アガーテとの息子のフリチョフ・バッケル＝グロンダールもピアニスト、作曲家である。

## 関連文献
- (Norwegian) Agathe og O. A. Grøndahl : 1847-1947 : Et minneskrift, Oslo : (Grøndahl) , 1948, pp. 165